# Локтионов, Николай Игоревич
Николай Игоревич Локтионов (род. 8 июня 1946, село Жерновец Свободинский район Курская область) — начальник штаба Войск гражданской обороны РФ. Заместитель министра РФ по делам гражданской обороны, чрезвычайным ситуациям и ликвидации последствий стихийных бедствий. Генерал-полковник (1998). Депутат Государственной Думы Федерального Собрания Российской Федерации третьего созыва. Доктор политических наук, кандидат военных наук, профессор, действительный член Академии военных наук. Автор 25 научных работ.

## Биография
Родился 8 июня 1946 года в селе Жерновец Свободинского района Курской области. В 1964 году работал на лесоповале в Палевицком леспромхозе.
В 1965 году начал службу в рядах Советской армии. В 1969 году — командир танкового взвода. Затем — командиром роты плавающих танков отдельного полка морской пехоты Краснознаменного Северного флота. В 1969 году окончил Благовещенское высшее танковое командное Краснознаменное училище имени Маршала Мерецкова.
В 1977 году — командир танкового батальона. Назначен заместителем командира танкового полка мотострелковой дивизии Московского военного округа. Окончил Военную ордена Ленина Краснознаменную академию бронетанковых войск имени Маршала Малиновского.
В 1977 году окончил Военную академию бронетанковых войск.
С 1980 года по 1984 год — командовал танковым полком, после чего стал замом командира танковой дивизии. В 1987 году он стал командиром танковой дивизии.
В 1991—1993 годах — командир армейского корпуса в Сибирском военном округе. В 1991 году он завершил обучение в Военной ордена Ленина Краснознаменной ордена Суворова академии Генерального штаба ВС СССР..
В 1993 году он возглавил штаб войск ГО РФ, а год спустя был назначен на пост замминистра РФ по ГО, ЧС и ликвидации последствий стихийных бедствий.
В 1997 году он получил диплом Российской академии госслужбы при Президенте РФ.
С 19 декабря 1999 года по 2001 год Николай Локтионов был депутатом Госдумы РФ. Занимал пост Председателя Комитета по регламенту и организации работы Госдумы и зампреда фракции «Единство». 5 апреля 2001 он стал аудитором Счетной Палаты РФ.
С апреля 2001 по 2005 год — аудитор счётной палаты Российской Федерации. Возглавлял контроль за расходами федерального бюджета на международную деятельность
В 2006 году был уволен с военной службы в звании генерал-полковника.
В марте 2009 года его назначили и. о. постоянного представителя Республики Хакасия — заместителя Председателя Правительства Республики Хакасия, а в апреле утвержден в этой должности. В ноябре 2010 года его должность была переименована, стал представителем Республики Хакасия — заместителем Главы Республики Хакасия — Председателя Правительства Республики Хакасия.

## Награды
- Орден «Красной Звезды».
- Орден «За военные заслуги».
- Медаль «За боевые заслуги».
- Нагрудные знаки «За отличие в службе» III и II степени.
- Почётная грамота Правительства Российской Федерации (11 июня 1996) — за заслуги в совершенствовании гражданской обороны, большой личный вклад в дело защиты населения и территорий от последствий стихийных бедствий, аварий, катастроф и мнонолетний добросовестный труд